# ابن نما
نجم الدین، جعفر بن محمد بن جعفر بن هبة الله بن نما حلی (۵۶۷–۶۴۵ ق)، از فقهای شیعه، در شهر حله، از شهرهای عراق که در کنار رود فرات واقع شده، به دنیا آمد.

## شاگردان
علامه حلی از شاگردان اوست.

## آثار
ذوب النضار فی شرح أخذ الثار، معروف به شرح الثار از آثار اوست که در پایان جلد ۴۵ بحارالأنوار از صفحه ۳۴۶ به بعد به‌طور کامل آمده‌است.